# Rogue Warrior (jeu vidéo)
Pour les articles homonymes, voir Rogue Warrior.
Rogue Warrior est un jeu vidéo de tir à la première personne et d'infiltration sorti en 2009 sur PC, PlayStation 3 et Xbox 360. Il a été développé par Rebellion Developments (puis avec le soutien de sa société satellite Rebellion UK Derby et édité par Bethesda Softworks (depuis 2008). Ce jeu vidéo est basé sur l'autobiographie du même nom de Richard Marcinko, vétéran des Navy SEAL.

## Accueil
En 2014, Canard PC cite le jeu dans son dossier « Les Nanars du jeu vidéo ».